# ヘラルト・フート
ヘラルト・フート（Gerard Hoet、1648年8月22日 - 1733年12月2日）は、オランダの画家、版画家、著作家である。同名の美術収集家の息子(Gerard Hoet II)と区別するために、ヘラルト・フート1世(Gerard Hoet I) と呼ばれることがある。

## 略歴
オランダ南部のザルトボメルで、ステンドガラス画家のMoses Hoetの息子に生まれ、父親からステンドガラスの技法を学んだ。父親の仕事を手伝いながら、 Warnard van Rysen(c.1625-1664)という画家の弟子になり、コルネリス・ファン・プーレンブルフ(1594-1667)の弟子になるが、1年ほどの後、父親が亡くなり、父親の仕事を継いだ。
仏蘭戦争でザルトボメルがフランスに占拠された後、1672年から1673年ころ、デン・ハーグに移り、アムステルダムなどから、パリに移り、1年ほど滞在した後、ユトレヒトに定住した。ユトレヒトでは、画家組合の会長を務め、1696年に画家のHendrick Schoock(1630-1707)と美術学校を設立した。
1715年にデン・ハーグに移り画商の仕事もした。1733年にデンハーグで没した。
ローマの遺跡、彫像などを描いた「イタリア風風景画」を背景にした宗教や神話を主題の作品を描いた。肖像画や版画作品もある。
息子に画家になったヘンドリク・ヤコブ・フート(Hendrik Jacob Hoet: 1693-1733)とアマチュア画家で美術収集家になったヘラルト・フート2世(Gerard Hoet II:1698-1760)がいる。